# Acroporium brevicuspidatum
Acroporium brevicuspidatum är en bladmossart som beskrevs av Mitten 1868. Acroporium brevicuspidatum ingår i släktet Acroporium och familjen Sematophyllaceae. Inga underarter finns listade i Catalogue of Life.